# موريل دينيسون
موريل دينيسون (بالإنجليزية: Muriel Denison)‏ (1886 - 1954)؛ روائية كندية.